# Кунст, Сабина
Сабина Кунст (нем. Sabine Kunst; род. 30 декабря 1954, Вессельбурен, Дитмаршен) — немецкий преподаватель высшей школы, политик, член СДПГ. Ректор Берлинского университета с 11 мая 2016 года. В 2011—2016 годах занимала пост министра науки, исследований и культуры Бранденбурга.

## Биография
В 1972—1982 годах Сабина Кунст изучала инженерное дело, политологию, химию, биологию и философию в нескольких вузах, в том числе в Ганноверском университете. В 1982 и 1990 годах защитила докторские диссертации. В 1979—1984 годах работала научным ассистентом в Институте поселкового водного хозяйства и технологий утилизации отходов при Ганноверском университете. В 1984—1985 годах являлась научным сотрудником Центрального центра повышения квалификации в Берлине. Преподавала в Дармштадтском техническом университете в 1985—1987 годах. В 1986—1990 годах являлась научным сотрудником отдела утилизации отходов Ведомства охраны окружающей среды. В 1991—2007 годах преподавала в Ганноверском университете, где также занимала избираемую должность вице-президента по учебной работе, повышению квалификации и международным связям.
20 июля 2006 года Кунст была единогласно избрана ректором Потсдамского университета, вступила в должность с 1 января 2007 года на 6-летний срок до 31 декабря 2012 года. 30 июня 2010 года Сабина Кунст была избрана на должность председателя Германской службы академических обменов. В 2010 году Сабина Кунст претендовала на должность ректора Лейпцигского университета, но потерпела поражение в первом туре выборов. 23 февраля 2011 года Сабина Кунст была назначена министром науки, исследований и культуры земли Бранденбург в третьем кабинете правительства Маттиаса Платцека, предварительно она сложила свои полномочия в Потсдамском университете и Германской службе академических обменов. В новом правительстве Дитмара Войдке Кунст сохранила свой министерский портфель. В декабре 2014 года она вступила в СДПГ. В декабре 2015 года Сабина Кунст стала единственным кандидатом на должность ректора Берлинского университета и была успешно избрана 19 января 2016 года.
Сабина Кунст состоит в браке, с 2007 года проживает в Вердере, у неё трое взрослых детей. Приходится сестрой епископу Кирстен Ферс.
В августе 2021 года Совет спикеров также принял резолюцию в поддержку дисциплинарной жалобы на профессора искусств и истории Йорга Баберовски в связи со спором между профессором и членом левой университетской группы. В жалобу было включено и ст. за предполагаемое бездействие после инцидента.

## Труды
- Biologie der Abwasserreinigung (mit Klaus Mudrack) Spektrum Akad. Verlag, Heidelberg 2009, 5., vollst. überarb. und erw. Auflage (Erstauflage 1985)
- Abwasserreinigung in verstädterten Orten Shaker, Aachen 2004
- Sustainable water and soil management Springer, Berlin 2002
- Betriebsprobleme auf Kläranlagen durch Blähschlamm, Schwimmschlamm, Schaum Springer, Berlin 2000